# Резня в Дворе
Резня в Дворе (серб. Злочин у Двору на Уни) — убийство девяти инвалидов, из которых восемь были сербами по национальности, а один — хорватом, в городе Двор 8 августа 1995 года во время хорватской военной операции «Буря».
Достоверно неизвестно, кто совершил преступление. Сербская и хорватская стороны обвинили друг друга в совершении этой резни. Её свидетелями стали около 200 миротворцев ООН из Дании, некоторые из которых заявили, что в городе на момент резни не было сербских солдат. По их словам, командование запретило им вмешиваться. По мнению заместителя командира датского батальона, скорее всего преступление совершили хорватские военнослужащие, занявшие в тот день город.

## История

### Резня
В 1995 году Двор-на-Уни и находился в составе Республики Сербская Краина. Во время хорватской военной операции «Буря» из Петрини, оказавшейся под обстрелом хорватских войск, 4 августа велась эвакуация сербских гражданских лиц. Отдельную группу эвакуируемых представляли пациенты психиатрической больницы и пожилые люди из дома престарелых, всего их было от 50 до 100 человек. 5 августа в два часа ночи автобус с ними прибыл в Двор, где эвакуируемых накормили и обеспечили телефонной связью для поиска своих родных. Всю группу сопровождали две медсестры. До 7 августа большинство эвакуированных либо забрали родственники, либо разместили в колонне беженцев из Петрини, которая двигалась мимо школы в направлении Республики Сербской. В школе остались девять инвалидов, за которыми никто не пришёл. 7 августа часть города в ходе упорного боя перешла под контроль хорватской армии. 8 августа 1995 года, во время продолжавшихся боёв за город, 12 неизвестных в камуфляже без знаков принадлежности к конкретной армии вошли в здание школы, где нашли девять гражданских сербов, оставшихся в здании, после чего убили их автоматическим оружием и ручными гранатами.
Свидетелями преступления стали 200 солдат из датского миротворческого батальона, чья база находилась возле школы, однако, по их воспоминаниям, командование запретило им какое-либо вмешательство.

### Свидетельства датских миротворцев ООН
Весной 2011 года о резне сообщило датское издание «BT». Описание убийства и свидетельства одного из ветеранов миротворческого контингента вызвали широкий резонанс в датской прессе. Вскоре после этого свои воспоминания представили датским СМИ и некоторые другие очевидцы резни. По их словам, всё происходившее в школе они хорошо видели со своих позиций. Но запрос о вмешательстве был отклонён командованием, которое запретило открывать стрельбу, приказало им оставаться на месте и продолжать наблюдение.
Вскоре после публикации воспоминаний миротворцев датские режиссёры Георг Ларсен и Каспер Ведесманд сняли документальный фильм под названием «15 minuta — masakr u Dvoru», в котором обвинили хорватских солдат в совершении резни. После первого показа в Хорватии он был запрещён к дальнейшему распространению в стране.

### Дальнейшие события
После публикации воспоминаний датских миротворцев, правоохранительные органы Хорватии и Сербии начали расследования. После этого сербский прокурор по военным преступлениям Владимир Вукчевич отправился в Копенгаген и выслушал свидетельства датчан, которые во время резни находились в составе датского миротворческого контингента. По признанию заместителя сербского прокурора по военным преступлениям Бруно Векарича, до публикации свидетельств датчан сербская прокуратура ничего не знала о данном преступлении.
Хорватская прокуратура сообщила, что ещё в 2006 году получила полицейский доклад, в котором говорилось об этом преступлении. Хорватская полиция тогда в резне обвинила сербских солдат. Однако, как заявляли хорватские официальные лица, в 2006 году опросы свидетелей ни к чему не привели. Хорватское заявление раскритиковал глава сербской неправительственной организации «Веритас» Саво Штрбац, отметивший: «Заявления, что сербы сами убили своих инвалидов, являются попыткой манипуляции и противоречат фактам и логике». Комментируя эту версию, бывший датский миротворец Ян Велендорф заявил, что лично наблюдал момент резни и что в городе тогда не было сербских солдат. Согласно другим источникам, 8 августа 1995 года хорватские войска были вынуждены покинуть Двор из-за контратаки сербов, которые с территории Республики Сербской атаковали город для деблокады колонны беженцев и армейских подразделений, блокированных на дороге между Двором и Глиной. По данным источникам, в то время, когда произошла резня, в городе продолжались бои, в том числе возле школы.
В 2012 году сербская прокуратура по военным преступлениям сообщила, что в Дании получила видеозапись, сделанную в Дворе 8 августа 1995 года, которая может помочь установить тех, кто совершил преступление. 25 августа 2015 года сербские СМИ опубликовали видео, сделанное датским миротворцев Карстеном Грайетом 8 августа 1995 года в Дворе, на котором запечатлены хорватские солдаты, находящиеся возле школы, в которой спустя два часа после съёмки были убиты инвалиды. Также было опубликовано официальное сообщение из служебного журнала датского контингента, в котором говорится о передаче датчанами лекарств раненому хорватскому солдату непосредственно в день, когда произошла резня.
Хорватские СМИ выдвигали разные теории о том, кто расстрелял инвалидов. В качестве возможных виновников назывались как сербские подразделения специального назначения, так и солдаты 5-го корпуса армии боснийских мусульман.
По версии Саво Штрбаца, преступление совершили солдаты из 145-й бригады хорватской армии. По его словам, своё участие в боях за город 8 августа 1995 года ветераны бригады описывали в журнале «Zrin».
По состоянию на октябрь 2018 года нет данных о каких-либо результатах расследования резни.